# مقديشو

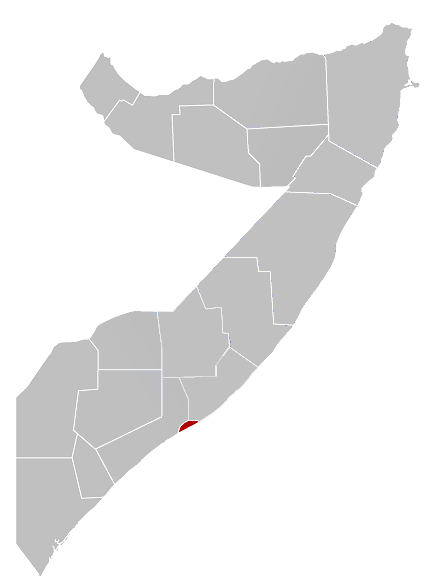
موقع مدينة مقدشو

مَقْدَشُو أو مَقْدِيْشُو (بالصومالية: Muqdisho مُقْدِشُو) هي عاصمة الصومال وأكبر مدنه. تقع على الساحل الغربي للمحيط الهندي. كانت مقدشو على مر العصور مركزا تجاريا مهما، وملتقى لطرق الملاحة البحرية كموقع وسط بين شبه القارة الهندية وأوروبا من جهة (قبل شق قناة السويس)، والجزيرة العربية والساحل الإفريقي من جهة أخرى، ويقع بها مطار دولي يسمى مطار آدم عدي الدولي جنوب المدينة.

## أصل التسمية
ورد اسم مقديشو في كتاب معجم البلدان المؤلف في القرن الثالث عشر لياقوت الحموي وكتاب الجغرافيا لابن سعيد المغربي المؤلف في القرن الثالث عشر ايضا.
هناك نظريات واختلافات بين المؤرخين في اصل التسمية مقديشو. البعض يرجحها لأصل فارسي مكون من كلمتين "مقعد شاه" حرفت لمقديشو, واخرون يرون ان للاسم اصل صومالي وهو (Muuq disho) "موق ديشو" اي الجمال الاخاذ.
النظريات الاخرة التي تشير لأصل برتغالي للتسمية لا يعول عليها لان البرتغاليين وصولوا لمقديشو في القرن السادس الميلادي بعد قرون من ورود اسمها في كتب الرحالة في القرن الثالث عشر.

## التاريخ
تتابع على حكم مقدشيو عدد كبير من الدول والسلطنات، أسس بعضها المهاجرون العرب والفارسيون، والبعض الآخر كان تابعا للخلافة الإسلامية، كما كان بعض هذه الدول تابعا لسلطنات قبلية صومالية إضافة إلى الاحتلال البرتغالي والإيطالي. وأهم هذه الدول والسلطنات:
- سيرابيون
- سلطنة مقديشو
- سلطنة أجوران
- هيراب
- سلطنة جيليدي
- إيطاليا: التي احتلت المدينة عام 1892 بعد عقد أبرمته الحكومة الإيطالية مع السلطان العماني، تنازل بموجبه عن سواحل الصومال لصالح إيطاليا مقابل 140 ألف روبية سنويا.

وفي بداية الخمسينات أصبحت مقديشيو تتمتع بإدارة محلية صومالية بعد وضع الصومال تحت الوصاية الدولية في الفترة ما بين 1950-1960؛ حيث أصبحت عاصمة الصومال منذ الاستقلال في يونيو عام 1960.

### التاريخ المبكر

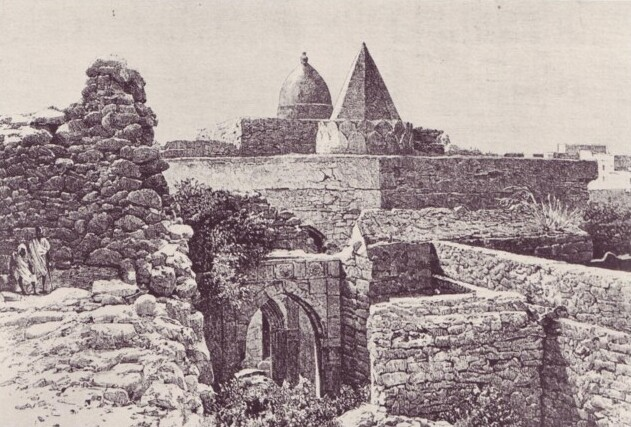
مسجد فخرالدين زنكي في القرن 13

تؤكد السجلات القديمة بالإضافة إلى ما تناقلته الأجيال ان سكان جنوب الصومال بما في ذلك مقديشو كانوا من الصيادين وسكان الأدغال ممن يعتمد على الجمع والالتقاط في الغذاء «بوشمن». مع ان سكان المنطقة آنذاك قد ماتوا أو هاجروا إلا أن آثارهم الثقافية لا زالت موجودة في بعض الاقليات العرقية التي تتواجد حالياً في منطقة «جوبا لاند» وأجزاءً أخرى من الجنوب. قطنت مقديشو العديد من الشعوب الغابرة مثل شعب Eile ايلاي، وشعب Ribi ريبي، وشعب Wa-Boni وا-بوني.
وبحلول موعد وصول الشعوب من الراحانوين الكوشيين وكونفدرالية عشيرة ميريفل- التي بتأسيسها كانت لتتطور إلى ارستقراطية محلية- شكلت مجموعات كوشية بالاشتراك مع الأورومو والاجوران مستوطنات خاصة بهم في المنطقة الفرعية.

### العصور القديمة

#### تأسيس مقديشو
كانت هوية واصول مؤسسي المدينة محل جدل بين المؤارخين في حقل الدراسات الصومالية. حيث يرجع كلٍ من ايوان ليويس واينريكو شرولي اصول مؤسسي المدينة وحكامها فيما بعد للمهاجرين العرب والفرس. ولكن الناقدين لهذه الفكرة من الاكادميين والمؤرخين اشاروا ان المرجعية التي استعان بها كلٍ من ايوان ليويس واينريكو شرولي اتت من كتاب الزنوج, والذي يعتبر من قبل المؤرخين والاكاديمي كمرجع غير اكاديمي موثوق لا يعول عليه. والاهم من ذلك هو ان فرضية مؤسسي العرب والفرس تتعارض مع الاثار الحفرية التي تعود الى ما قبل موعد وصول المؤسسيين العرب والفرس المفترضين. البقايا الارثية للمدينة تثبت وجود حضارة ومجتمع معتمد على التجارة المزدهرة على طول سواحل الصومال.

### سرابيون
سرابيون كانت دولة-مدينة مذكورة في سجلات بريبلوس من البحر الأحمر كاحدى الموانئ التجارية في الساحل الصومالي. يعتقد ان مدينة سرابيون التاريخية كانت دولة-مدينة التي سبقت قيام سلطنة مقديشو.
وحسب بريبلوس, كانت سرابيون متصلة بشبكة تجارية بحرية بينها وبين باقي الموانئ على طول شواطئ المحيط الهندي.

### العصور الوسطى

#### سلطنة مقديشو
كانت سلطنة مقديشو سلطنة صومالية في العصور الوسطى كمدينة تجارية وقوة مهيمنة الساحل الجنوبي الصومالي تحت حكم فخر الدين وسلالته حتى القرن الثالث عشر مع توسع وهيمة سلطنة اجوران. حافظت سلطنة مقديشو على شبكة تجارة واسعة, وسيطرت على تجارة الذهب في المنطقة, وصكت عملتها الخاصة, وتركت ارثا معمارين في مقديشو.

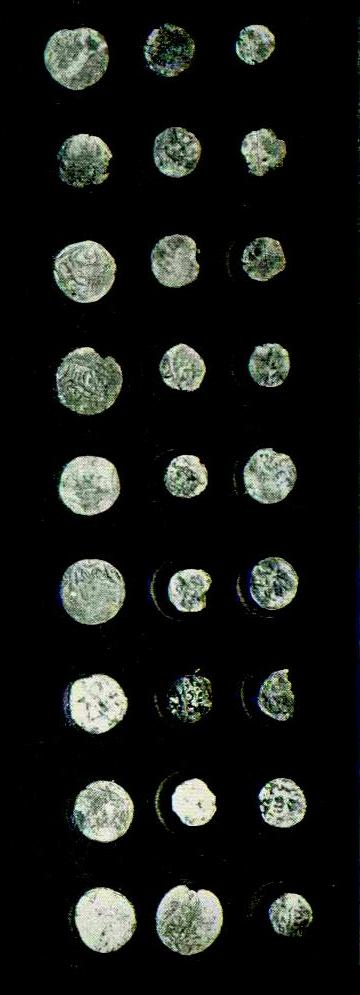
عملة مقديشو في العصور الوسطى

علم الأجوران: امبراطورية صومالية حكمت مقدشو خلال العصور الوسطى

#### سلطنة أجوران
هي سلطنة صومالية توسعت وضمت اجزاء واسعة من جنوب الصومال من مدينة هوبيو شمالا حتى كيسمايو جنوبا, وبعض الاجزاء من اثيوبيا. ازدهرت السلطنة اثر توسعها حيث امتلكت سلسلة من المدن البحرية وبراوة و هوبيو وكيسمايو ووقعت المنطقة الداخلية لمدينة مقديشو تحت حكم سلطنة اجوران فيما بقيت المدينة والميناء تحت حكم سلالة مظفر من قبيلة أجوران. بذلك جمعت اصبحت مقديشو نفسها تحت حكم الاجوران لثلاث مئة. بحلول موعد ظهور الرحالة ابن بطوطة على السواحل الصومالية في 1331، كانت المدينة في أوج ازدهارها. ووصف مقديشو بانها «مدينة كبيرة للغاية» ينتشر فيها العديد من التجار الأغنياء، حيث كانت تشتهر بتصدير النسيج ذا الجودة العالية إلى
مصر وأماكن أخرى.
وذكر ابن بطوطة أن حاكم المدينة سلطان صومالي الأصل، ويتحدث كلاً من الصومالية -التي سماها ابن بطوطة بالمقديشية- واللغة العربية بطلاقة. ويرافق السلطانة حاشية تضم الوزراء والمستشارين القانونيين والقادة العسكريين.

وصف الرحالة العربي ابن بطوطة الذي زار مقدشو عام 1331 م نظم الحكم والمجتمع والعادات والتقاليد لسكان المدينة، واحتفاءهم بالفقهاء والزوار وأهل العلم؛ حيث قال في رحلته المعروفة «تحفة النظار»: 

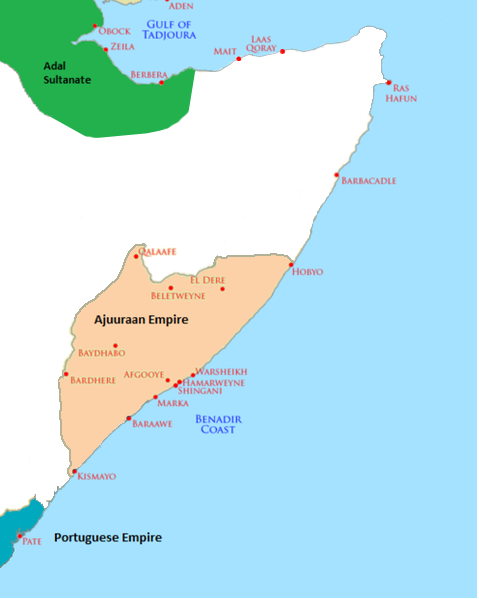
خريطة اتساع أجوران

، ويواصل حديثه عن الاستقبال والحفاوة التي لقيها: «إنه لما صعد الشبان المركب الذي كنت فيه جاء إلي بعضهم، فقال له أصحابي: هذا ليس بتاجر وإنما هو فقيه؛ فصاح بأصحابه، وقال لهم: نزيل القاضي! وقالوا لي: إن العادة هي أن الفقيه أو الشريف أو الرجل الصالح لا ينزل حتى يرى السلطان، فذهبت معه إليه كما طلبوا...»، ثم يسرد ابن بطوطة ما حدث في حديث مطول عن كرم الضيافة الذي كانوا فيه عند أهالي مقدشو لمدة ثلاثة أيام.

و يقول ابن بطوطة:
.

### 1800-1950

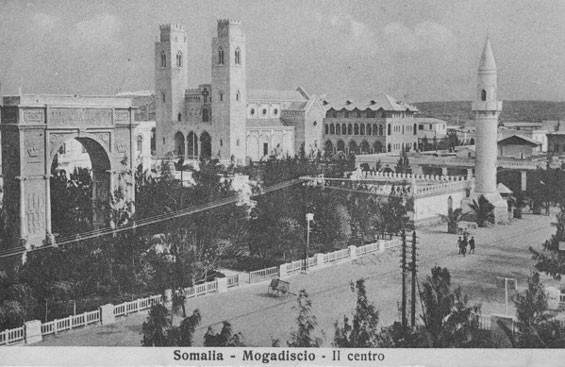
مسجد أربا في مقديشو 1936

قبل 1892، كانت مقديشيو تحت الحكم الإيطالي وكانت تحت سيطرة مشتركة بين سلطنة جيلادي Geledi الصومالية (والتي كان لها نفوذ قوي على منطقة شبيلي) وسلطان زنجبار العربي.
في عام 1892 قام علي بن سعيد بتأجير المدينة للحكومة الإيطالية، وفي العام 1905 اشترت إيطاليا المدينة لتجعلها عاصمة ا لأراضي الصومالية التابعة لها «الصومال الإيطالية». بعد الحرب العالمية الأولى، أصبحت الأراضي المحيطة بالمنطقة تحت السيطرة الإيطالية بعد مقاومة عنيفة.
انتقل الآلاف من المستعمرين الإيطاليين للعيش في مقديشو، وأسست شركات تصنيع صغيرة وتم تطوير بعض المناطق الزراعية المحيطة بالعاصمة مثل قرية دوكا ديغلي أبروزي Villaggio duca degli Abruzzi ومنطقة جينال Genale.
في عام 1930 بنيت مبان جديدة، وأنشئ ما يقارب 114 كلم من السكك الحديدية تمتد من مقديشو إلى جوهر وسميت «فيلاجيو دوكا ديغلي أبروزي». كما شيد طريق إمبريل سترادا الإسفلتي، والذي يربط مقديشو بأديس أبابا.
ظلت مقديشو عاصمة الصومال الإيطالية طوال فترة سيطرة إيطاليا عليها، ثم أصبحت عاصمة الصومال المستقلة في عام 1960.

## الجماعات العرقية
ينتمي سكان مقدشو الأصليون إلى قبائل البوشمان، ثم ظهرت مجموعات عرقية جديدة مثل الكوشيين وتلاهم العرب فالفارسيين وأخيراً شعب البانتو الذي وصل إلى مقدشو عن طريق تجارة الرقيق في سوق زنجبار التي تصدرها العرب آنذاك. هذا الخليط من المجموعات العرقية المختلفة كوّن شعب مقدشو - شعب بخصائص مركبة وفريدة يتواجد فقط في منطقة بنادر، ساهم الوافدون الأوروبيون وخاصةً الإيطاليون في تنويع الأجناس في مقدشو لتضم مجالاً واسعاً من التنوع العرقي.
شعب البانتو الذين يشكلون أقلية عرقية في مقدشو يسكنون القرى الجنوبية خاصةً مناطق نهر جوبا وشيبلي، وفي سبعينيات القرن الماضي بدأ شعب البانتو بالانتقال إلى المراكز الحضرية مثل مقدشو وكيسمايو، وبحلول ثمانينيات القرن الماضي أصبح ما نسبته 40% من سكان مقدشو من الأقليات العرقية. شهدت تسعينيات القرن الماضي اندلاع الحرب الأهلية في المنطقة، الأمر الذي تسبب في زيادة هجرة الأقليات العرقية التي تسكن الريف إلى المدن وبالتالي تغير التركيب السكاني لمقدشو.

## الجغرافيا

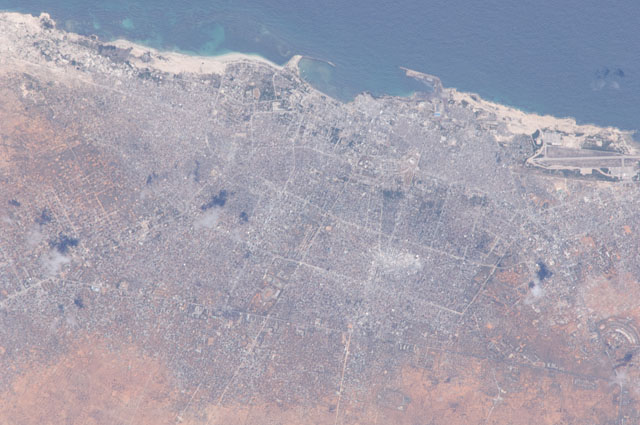
تصوير فضائي لمدينة مقدشو حسب محطة الفضاء الدولية

تقع مقدشو بالقرب من خط الاستواء على دائرة عرض 2°2 شمالاً، وخط طول 20°45 شرقاً. يزود نهر شبيلى المياه الضرورية لزراعة قصب السكر والموز والقطن. يكون النهر جافاً في شهري شباط وآذار، أما في موسم الأمطار ترتفع حدة الفيضانات في الوديان والقرى المطلة على نهري شبيلي وجوبا، وتترك وراءها خسائر مادية وبشرية،
شواطئ مقديشو الرملية وشعابها المرجانية النابضة بالحياة هي من الأجمل في العالم وتجتذب بعض السياح الغربيين سنوياً.

### المناخ
تتميز مقدشو بمناخ جاف حيث ان معدل سقوط الأمطار لا يتجاوز 399 ملم بالسنة بمعدل 33 ملم شهرياً، شباط هو من أكثر الشهور جفافاً أما شهر حزيران فيعتبر من أكثر الشهور التي تتساقط الأمطار فيها بمعدل 82 ملم. نسبة الرطوبة في مقدشو تتراوح ما بين 75% في شباط، آذار ونيسان لترتفع إلى 80% في تموز، أب وأيار. أما معدل درجات الحرارة فيصل إلى حوالي 27 درجة مئوية (81 فهرنهايت). في شهر نيسان ترتفع درجات الحرارة لتصل الي ما فوق 32 درجه مئوية (90 فهرنهايت) وتكون درجات الحرارة في أدنى مستوى لها في الأشهر كانون الثاني، شباط، تموز، آب، اأيلول وكانون الأول حيث تكون بحدود 23 درجه مئوية (73 فهرنهايت).
عدد ساعات شروق الشمس في مدينة مقدشو هو 3083 ساعة في السنة بمعدل 8,4 ساعه باليوم.
لم تشهد مدينة مقدشو هبوط درجات الحرارة إلى ما دون درجه التجمد.
| البيانات المناخية لـ{{{location}}}                                                      | البيانات المناخية لـ{{{location}}} | البيانات المناخية لـ{{{location}}} | البيانات المناخية لـ{{{location}}} | البيانات المناخية لـ{{{location}}} | البيانات المناخية لـ{{{location}}} | البيانات المناخية لـ{{{location}}} | البيانات المناخية لـ{{{location}}} | البيانات المناخية لـ{{{location}}} | البيانات المناخية لـ{{{location}}} | البيانات المناخية لـ{{{location}}} | البيانات المناخية لـ{{{location}}} | البيانات المناخية لـ{{{location}}} | البيانات المناخية لـ{{{location}}} |
| الشهر                                                                                   | يناير                              | فبراير                             | مارس                               | أبريل                              | مايو                               | يونيو                              | يوليو                              | أغسطس                              | سبتمبر                             | أكتوبر                             | نوفمبر                             | ديسمبر                             | المعدل السنوي                      |
| --------------------------------------------------------------------------------------- | ---------------------------------- | ---------------------------------- | ---------------------------------- | ---------------------------------- | ---------------------------------- | ---------------------------------- | ---------------------------------- | ---------------------------------- | ---------------------------------- | ---------------------------------- | ---------------------------------- | ---------------------------------- | ---------------------------------- |
| الدرجة القصوى °م (°ف)                                                                   | 39.5 (103.1)                       | 39.5 (103.1)                       | 37.3 (99.1)                        | 39.8 (103.6)                       | 34.9 (94.8)                        | 33.0 (91.4)                        | 34.3 (93.7)                        | 36.0 (96.8)                        | 36.0 (96.8)                        | 37.0 (98.6)                        | 39.0 (102.2)                       | 37.3 (99.1)                        | 39.8 (103.6)                       |
| متوسط درجة الحرارة الكبرى °م (°ف)                                                       | 30.2 (86.4)                        | 30.2 (86.4)                        | 30.9 (87.6)                        | 32.2 (90.0)                        | 31.2 (88.2)                        | 29.6 (85.3)                        | 28.6 (83.5)                        | 28.6 (83.5)                        | 29.4 (84.9)                        | 30.2 (86.4)                        | 30.6 (87.1)                        | 30.8 (87.4)                        | 30.2 (86.4)                        |
| المتوسط اليومي °م (°ف)                                                                  | 26.6 (79.9)                        | 26.9 (80.4)                        | 28.0 (82.4)                        | 28.9 (84.0)                        | 28.2 (82.8)                        | 26.7 (80.1)                        | 25.4 (77.7)                        | 25.9 (78.6)                        | 26.5 (79.7)                        | 27.3 (81.1)                        | 27.5 (81.5)                        | 26.9 (80.4)                        | 27.1 (80.8)                        |
| متوسط درجة الحرارة الصغرى °م (°ف)                                                       | 23.0 (73.4)                        | 23.4 (74.1)                        | 24.9 (76.8)                        | 25.6 (78.1)                        | 24.9 (76.8)                        | 23.7 (74.7)                        | 23.1 (73.6)                        | 23.0 (73.4)                        | 23.4 (74.1)                        | 24.3 (75.7)                        | 24.2 (75.6)                        | 23.5 (74.3)                        | 23.9 (75.0)                        |
| أدنى درجة حرارة °م (°ف)                                                                 | 19.0 (66.2)                        | 19.2 (66.6)                        | 19.4 (66.9)                        | 18.0 (64.4)                        | 18.4 (65.1)                        | 18.0 (64.4)                        | 16.8 (62.2)                        | 18.0 (64.4)                        | 18.0 (64.4)                        | 17.5 (63.5)                        | 16.2 (61.2)                        | 16.5 (61.7)                        | 16.2 (61.2)                        |
| الهطول مم (إنش)                                                                         | 0 (0)                              | 0 (0)                              | 8 (0.3)                            | 61 (2.4)                           | 61 (2.4)                           | 82 (3.2)                           | 64 (2.5)                           | 44 (1.7)                           | 25 (1.0)                           | 32 (1.3)                           | 43 (1.7)                           | 9 (0.4)                            | 428 (16.9)                         |
| متوسط أيام هطول الأمطار (≥ 0.1 mm)                                                      | 0.3                                | 0.1                                | 0.6                                | 4.8                                | 6.7                                | 12.7                               | 13.3                               | 10.2                               | 4.9                                | 3.9                                | 4.1                                | 1.5                                | 63.0                               |
| متوسط الرطوبة النسبية (%)                                                               | 78                                 | 78                                 | 77                                 | 77                                 | 80                                 | 80                                 | 81                                 | 81                                 | 81                                 | 80                                 | 79                                 | 79                                 | 79                                 |
| ساعات سطوع الشمس الشهرية                                                                | 266.6                              | 251.4                              | 282.1                              | 261.0                              | 272.8                              | 219.0                              | 226.3                              | 254.2                              | 264.0                              | 266.6                              | 261.0                              | 257.3                              | 3٬082٫3                            |
| ساعات سطوع الشمس اليومية                                                                | 8.6                                | 8.9                                | 9.1                                | 8.7                                | 8.8                                | 7.3                                | 7.3                                | 8.2                                | 8.8                                | 8.6                                | 8.7                                | 8.3                                | 8.4                                |
| نسبة وصول أشعة الشمس                                                                    | 72                                 | 74                                 | 73                                 | 71                                 | 72                                 | 59                                 | 59                                 | 67                                 | 72                                 | 72                                 | 72                                 | 70                                 | 69                                 |
| المصدر #1: الأرصاد الجوية الألمانية                                                     |                                    |                                    |                                    |                                    |                                    |                                    |                                    |                                    |                                    |                                    |                                    |                                    |                                    |
| المصدر #2: منظمة الأغذية والزراعة: Somalia Water and Land Management (percent sunshine) |                                    |                                    |                                    |                                    |                                    |                                    |                                    |                                    |                                    |                                    |                                    |                                    |                                    |

## التقسيمات الإدارية

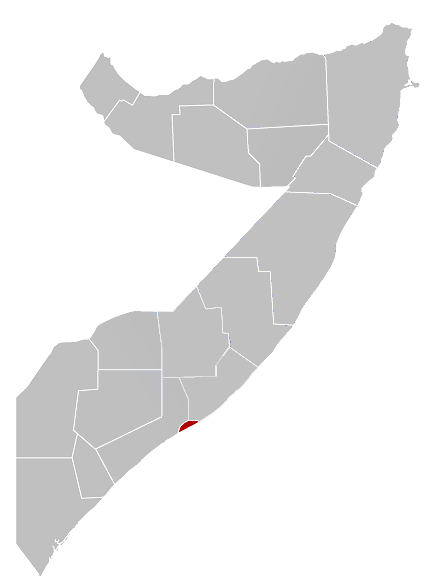
منطقة بنادر(اللون الأحمر)

تقع مقديشو في منطقة بنادر، وهي منطقة إدارية في جنوب شرق الصومال.
و تنقسم مقديشو رسمياً إلى 17 مقاطعة كما يلي:
1. مقاطعة عبد العزيز[32]
2. مقاطعة بونطيري [33]
3. مقاطعة دينيلي[34]
4. مقاطعة طركينلي[35]
5. مقاطعة حمر ججب [36]
6. مقاطعة حي حمروين[37]
7. مقاطعة هوريوا[38]
8. مقاطعة هودن[39]
9. مقاطعة هولوداغ[40]
10. مقاطعة كاران[41]
11. مقاطعة شنغاني[42]
12. مقاطعة شيبس[43]
13. مقاطعة وابري[44]
14. مقاطعة ودجر[45]
15. مقاطعة ورتا نبدا[46]
16. مقاطعة ياقشيد[47]

## النقل والمواصلات
تعتمد مقديشو على وسائل نقل بدائية، ولكن في عام 1986، أطلقت هيئة موانئ Somamli مشروع التحديث لجميع الموانئ، والتركيز على مقديشو.
مع مساعدة من المساعدات الخارجية الكبيرة، وقد تم إدخال بعض التحسينات في العقدين الماضيين. الصومال ما زالت تفتقر إلى البنية التحتية الطرق السريعة اللازمة لفتح مجالات غير المطورة، والمناطق المعزولة، وبضائع سفينة من الموانئ. قبل منتصف عام 1992، جاء لوقف الشحن بسبب الوضع الأمني في العديد من المجالات. وتعتبر الكثير من الطرق المؤدية من مقديشو إلى أماكن مثل إثيوبيا آمنة للغاية
كما أعلنت المحاكم الشرعية الإسلامية في الصومال حظر ممارسة النشاط التجاري ووقف حركة النقل العام خلال أوقات الصلاة، وذلك في مقديشو والعديد من المناطق الأخرى التي تخضع لسيطرتها.

### النقل البري
تتكون مقديشو من شوارع منظمة وواسعة وتقوم الأشجار على جوانبها، وهي مرصوفه في معظم أحياء المدينة
وأهم هذه الشوارع:
- شارع صوماليا: وبه البنك المركزي الوطني الصومالي، ودار البلدية، ودار البريد، ومتحف جريزا، وفي هذا المتحف بعض المؤلفات المخطوطة ووثائق تحرير الرقيق.
- شارع أول يوليو: وبه دور الحكومة التي تضم معظم الوزارات كما يوجد به بنك بور سعيد.
- شارع مصر: وبه منتزهات عامة في العاصمة.
- شارع إيطاليا: وهو أضخم شارع في مقديشو، وتعنى الحكومة دائما بتجميله ونظافته، وبه فنادق ونادي.

### النقل الجوي
خلال فترة ما بعد استقلال البلاد شغل مطار آدم عدي الدولي رحلات الي وجهات دولية عديدة وخلال منتصف 1960 تم توسيع مطار مقديشو الدولي لأستيعاب ناقلات أكثر وتوفير رحلات منتظمة الي جميع المدن الرئيسية

### النقل البحري
مقديشو تقود البلاد في النقل البحري وما زالت تعتبر ميناء مهم. في حين ان الشحنات اليومية هي جلب السيارات والمواد الغذائية والسلع الإلكترونية، من بين أشياء أخرى، إيرادات الميناء من الضريبة شهرية لا تتعدى 900000 $ بسبب رشاوى. في العام 2010 انتخبت حكومة جديدة في البلاد، حيث تم تغير المسؤلين في الميناء وبهذا ارتفع دخل الميناء إلى ما يقارب 2.5 مليون دولار اميركي.

### السكك الحديدية
كانت توجد للدولة افكار في إعادة تشغيل القطار الذي كاي يربط مقديشو بجواهر في فترة الثمانيات، تقريبا 114 كم، والذي تم بناوه من قبل الإيطالين في العام 1926 م ولكن دمر خلال الحرب العالمية الثانية من قبل الجيش البريطاني. كما كان خط مقديشو-فيلابروزي كان تحت الدراسة في العام 1939 وكان سوف يصل القطار في حال التشيغل يصل العاصمة الايثيوبية اديس ابابا

## التعليم

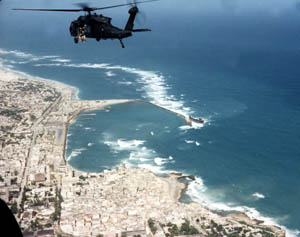
مقديشو 1993

على الرغم من الاضطرابات المدنية، تحتوي مقديشو على العديد من مؤسسات التعليم العالي. جامعة مقديشو (MU) هي جامعة غير حكومية يسيريها مجلس أمناء ومجلس جامعة، وهي من بنات أفكار عدد من أساتذة من الجامعة الوطنية الصومالية، فضلا عن المثقفين الصوماليين الآخرين الذين سعوا إلى إيجاد سبل لتوفير التعليم ما بعد الثانوي في أعقاب الحرب الأهلية، بتمويل من البنك الإسلامي للتنمية في جدة، فضلا عن مؤسسات مانحة أخرى، وتعول الجامعة مئات من الخريجين الشباب، وبعضهم يستمر في متابعة درجة الماجستير في الخارج وذلك بفضل برنامج المنح الدراسية. أقامت جامعة مقديشو شراكات مع العديد من المؤسسات الأكاديمية الأخرى، بما في ذلك جامعة البورج في الدنمارك، وثلاث جامعات في مصر، سبع جامعات في السودان، وجامعة جيبوتي، وجامعتين في اليمن. كما تم تصنيفها في قائمة أفضل 100 جامعة أفريقيا على الرغم من البيئة القاسية، والتي تم اعتبرت انتصارا للعمب الجمعوي غير الحكومي.
تأسست الجامعة الوطنية الصومالية سنة 1954 خلال فترة الاستعمار الإيطالي، وتم إغلاقها خلال الحرب الأهلية الصومالية، وأعيد فتحها في 30 أكتوبر 2014 بقرار حكومي تضمن إجراء عملية تجديد بتكلفة بلغت 55.2 مليون دولار أمريكي

## الثقافة

### الإعلام
تعتبر اذاعة هورن افريك وشبيلي أهم وكالات الأنباء الاذاعية في مقدشو، وحصلت وكالة شبيلي للانباء على جائزة أفضل وكالة أنباء للعام 2010 من قبل منظمة مراسلون بلا حدود في باريس، تمكنت وكالات الانباء والإعلاميون في مقدشو من أداء عملها على الرغم الضغوط كبيرة ومضايقات الميليشيات المحلية.
محطة مقديشو الاذاعية- التي تديرها الحكومة الصومالية- وشبكة التلفزيون الوطني الصومالي كلاهما تبثان من خارج مقديشو.

### الرياضة
استاد مقدشو الواقع في المدينة يستضيف نهائيات الكأس الصومالي ومباريات اتحاد الصومال لكرة القدم، وبدأ اتحاد الشباب الصومالي بالعمل في المدينة من أجل دمج الشباب الصومالي في المجتمع المحلي إبعادهم عن الجريمة فيما يعرف بحملة «بدِّل البندقية بالعمل والرياضة- Swap The Gun for Job and Sports Campaign» التي توفر فرص للعمل والمشاركة في الألعاب الرياضية.

### الموسيقى
الموسيقى الشعبية كانت الأكثر انتشاراً في مقدشو إلى أن منعتها جماعات الميليشا الصومالية التي سيطرت على المدينة وحظرت بثها عبر الراديو، في المقابل انتقل الكثير من سكان المدينة إلى مناطق خاضعة لسيطرة الحكومة، وردت الحكومة الفدارلية الانتقالية بالتأكيد على أن الحريات المدنية حق لا يجب المساس به وعملت على تعزيز هذا المبدأ مع استمرار توسع سيطرتها على المدينة.

### المساجد
من أشهر مساجد وجوامع مقدشو ما يلي:
- جامع حمروين: بني عام 630 هـ
- مسجد عبد العزيز: وتاريخ بنائه غير معروف.
- مسجد فخر الدين: بني آخر شعبان سنة 667 هـ على يد صاحبه الحاج محمد بن عبد الله بن محمد الشيرازي.
- مسجد أربع ركن: يرجع بناؤه أيضا إلى منتصف القرن السابع الهجري.
- مسجد الأحناف: بناه الشيرازيون الذين حكموا مقدشو في القرن السابع الهجري، وقد قام الإيطاليون أثناء احتلالهم لمقدشو بهدم هذا المسجد، وبنوا مكانه مطعماً سموه بار سافويا.

## أعلام من مقديشو
- علي محمد جيدي : رئيس وزراء الصومال سابقا.
- أيوب داود : لاعب كرة قدم محترف.
- برخد عبدي : ممثل ومخرج ومنتج.
- ديري عثمان : كاتب ومؤلف قصص قصيرة.
- فاطمة سياد : عارضة أزياء.
- كريستينا علي فرح : كاتبة وصحفية.
- حسن ابشير فرح : رئيس وزراء سابق للصومال وعمدة مقدشو.
- علي محمد غيدي: رئيس الوزراء سابق للصومال.
- إيمان: عارضة أزياء.
- كنعان عبدي: موسيقي حائز على جائزة.
- محمد فرح: عدّاء عالمي.
- مصطفى حسن محمد: لاعب رياضي محترف.
- عمر عبد الرشيد علي شرماركي: رئيس وزراء سابق للصومال.
- راجح عمر: صحافي حائز على جائزة.
- محمد عبد الله محمد: رئيس وزراء سابق للصومال.
- سابا أنجلانا: مغنية وممثلة دولية.
- ياسمين ابشير ارسام: عارضة أزياء.
- زهرة باني: لاعبة رياضية محترفة.
- عبد الرحمن بن عبد الله شاشي: ويعرف ب"شيخ صوفي" عالم وشاعر وإصلاحي وفلكي من القرن 19.
- سعيد من مقديشو:رحالة وعالم مسلم من القرن 14.
- حسين محمد فارح عيديد : الرئيس السادس للصومال.

## مدن شقيقة
لدى مقديشو اتفاق توأمة مع المدن التالية:
| الدولة    | المدينة |
| --------- | ------- |
| كازاخستان | ألماتي  |
| تركيا     | أنقرة   |

## أحداث وحوادث
- أدى هجوم إرهابي بسيارة مفخخة في منطقة مكتظة بمقديشو إلى مقتل أكثر من 90 قتيلا.[55]